# Oplomus salamandra
Oplomus salamandra är en insektsart som först beskrevs av Hermann Burmeister 1835.  Oplomus salamandra ingår i släktet Oplomus och familjen bärfisar. Inga underarter finns listade i Catalogue of Life.